# Elasmus peraffinis
Elasmus peraffinis är en stekelart som beskrevs av William Harris Ashmead 1904. Elasmus peraffinis ingår i släktet Elasmus och familjen finglanssteklar. Inga underarter finns listade i Catalogue of Life.